# Outeniqua (A302)
Outeniqua (A302) byla bojová podpůrná loď provozovaná v letech 1993–2004 jihoafrickým námořnictvem. Byla jeho největší zásobovací lodí a ledoborcem. Jejím hlavním úkolem byla zásobovací podpora pozemních operací, podpora operací v Antarktidě, zásobování jiných lodí a mise SAR. Outeniqua byla ze služby vyřazena 30. července 2004.

## Pozadí vzniku

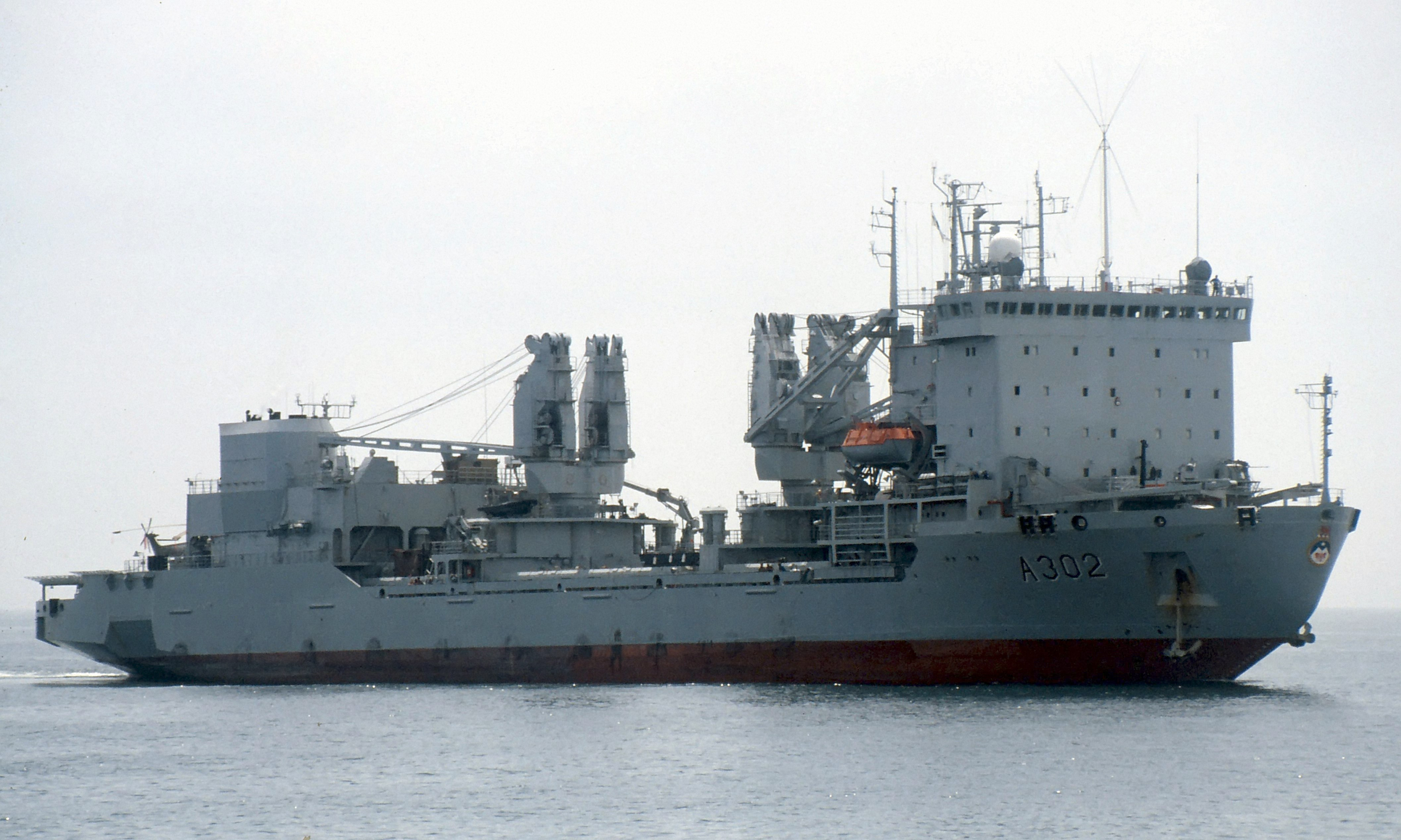
Outeniqua (A302)

Plavidlo bylo postaveno ukrajinskou loděnicí v Chersonu jako arktická zásobovací loď. Na vodu bylo spuštěno 6. září 1991 jako Aleksandr Sledzjuk. Do služby vstoupila v dubnu 1992 pod novým jménem Juvent. Následně plavidlo 26. února 1993 zakoupila Jihoafrická republika a 8. června 1993 jej zařadila do svého námořnictva jako Outeniqua (A302).

## Konstrukce
Plavidlo mělo zesílený trup, umožňujícím plavbu ledovým polem s až 1 metr silným ledem rychlostí 2 uzlů. Roku 1994 bylo vyzbrojeno, upraveno pro provoz vrtulníků Oryx a vybaveno pro zásobování jiných lodí na otevřeném moři. Další dílčí modernizace proběhly i v dalších letech.
Outeniqua mohla přepravovat až 600 vojáků a 10 vozidel, jejichž přepravu zajišťovaly čtyři vyloďovací čluny Delta 80 kategorie LCU a dva vrtulníky Atlas Oryx, operující z přistávací plochy na zádi (loď byla vybavena hangárem). K manipulaci s nákladem sloužily čtyři jeřáby. Plavidlo bylo vyzbrojeno dvěma 20mm kanóny a šesti 12,7mm kulomety. Pohonný systém tvořil jeden diesel o výkonu 13 060 kW, pohánějící jeden lodní šroub. Nejvyšší rychlost dosahovala 17 uzlů.

## Operační služba

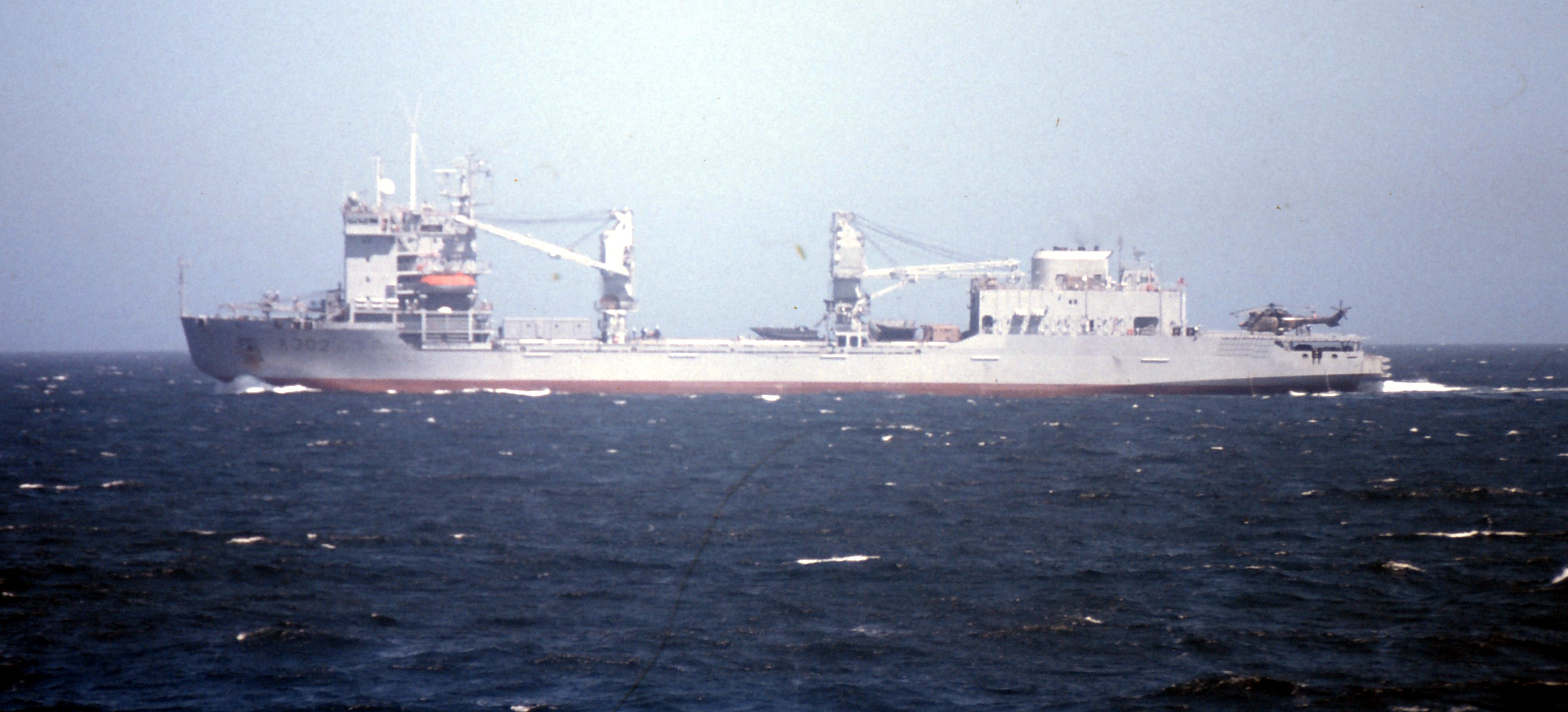
Outeniqua (A302)

V květnu 1997 se na palubě Outeniqua kotvící v Pointe-Noire v Kongu uskutečnily mírové rozhovory, které pomohly ukončit první válku v Kongu.
Ve druhé polovině 90. let plavidlo zásobovalo jihoarfickou základnu SANAE IV v Antarktidě.